# Габальдон
Габальдон (ісп. Gabaldón) — муніципалітет в Іспанії, у складі автономної спільноти Кастилія-Ла-Манча, у провінції Куенка. Населення — 201 особа (2010).
Муніципалітет розташований на відстані близько 180 км на південний схід від Мадрида, 55 км на південь від Куенки.

## Демографія
Динаміка населення (INE ):